# Виссарион (Эристави)
Виссарион (Эристави) (ум. 15 ноября 1773 ) — грузинский религиозный деятель, епископ Грузинской православной церкви, Абхазский католикос в 1751—1769 годах.

## Биография
Выходец из той ветви рода князей Чхеидзе, главы которой являлись наследственными наместниками — эристави области Рача, и потому были известны как Эристави-Рачинский дом, Эристави-Рачинские или просто Эристави. В XVIII веке Рачинское эриставство номинально входило в состав Имеретинского царства, однако фактически представляло собой полунезависимое феодальное владение, где власть эриставов передавалась по наследству без какого-либо вмешательства имеретинского царя.
Виссарион (Эристави) был братом рачинского эристава Ростома. Благодаря тому, что Виссарион занимал пост Абхазского католикоса, которому подчинялись все епархии как Абхазии, так и западной Грузии — не только Рачи, но и остальной Имеретии, а также Мингрелии, положение его брата, князя Ростома в качестве независимого владетеля ещё более укрепилось. Однако вскоре в своём стремлении к независимости «тандем» Ростом — Виссаринон столкнулся с другим, более молодым и энергичным тандемом: царём Имеретии Соломоном I и его братом, Иосифом (Багратиони), 25-летним Гелатским митрополитом.
В результате разгоревшегося конфликта князь Ростом отправил своего брата Виссариона, католикоса Абхазии, к турецкому паше — наместнику в Ахалцихе просить помощи против Соломона. В ответ Соломон отправил Иосифа к тому же паше с обещанием мира в обмен на арест католикоса Виссариона. По неизвестным теперь причинам (возможно, связанным с простым соотношением сил) Ахалцихский паша принял сторону Соломона, после чего католикос Виссарион был низложен и брошен в тюрьму, а на его место Абхазским католикосом в марте 1769 года был поставлен Иосиф (Багратиони).

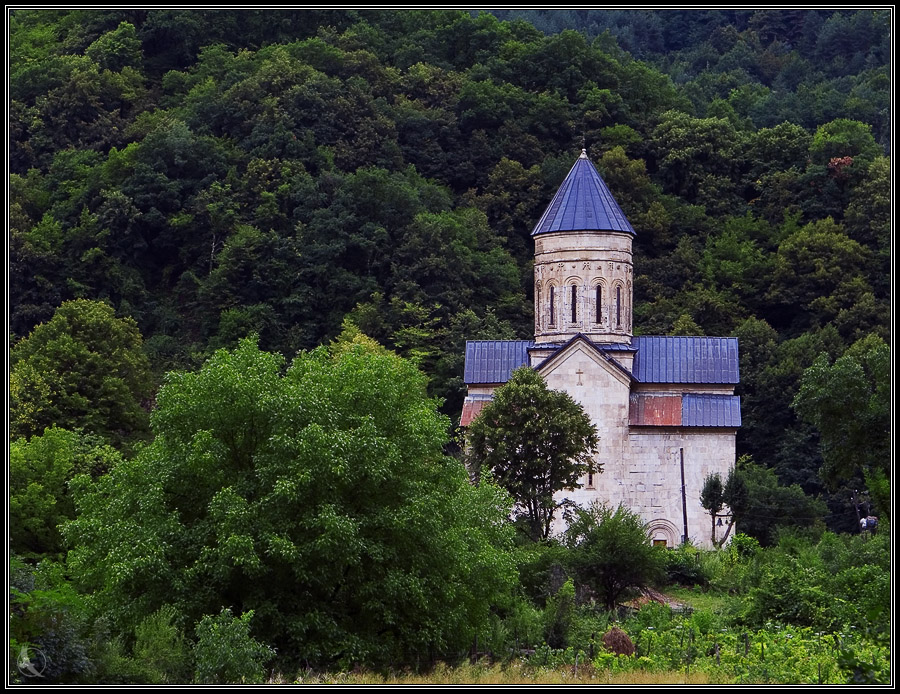
Церковь Баракони, современный вид

Дальнейшая судьба князя Ростома и его эриставства сложилась трагично. В мае 1769 года Соломон отправил Иосифа в Рачу для примирения с Ростомом. Там католикос Иосиф поклялся в церкви Баракони, что его брат Соломон гарантирует Ростому безопасность в случае личной встречи. После этого Ростом отправился на встречу с Соломоном, который прямо во время пира велел арестовать его и ослепить, нарушив тем самым клятву своего брата. Рачинское княжество было упразднено, а его земли конфискованы Соломоном, причём часть земель он подарил своему брату, католикосу Иосифу.
По всей видимости, в это время Виссарион всё ещё находился в тюрьме. Осознав, что после вероломной расправы над братом его тоже не ожидает ничего хорошего, Виссарион сумел совершить побег из тюрьмы. Не имея уже возможности найти пристанище в Раче, он скрылся в Мингрелии, где был ласково встречен главой этого княжества Кацией Дадиани. Дадиани давно искал способа избавиться от опеки Имеретии в церковном отношении. Поэтому он с радостью согласился (или даже настоял на том), чтобы Виссарион самочинно провозгласил новый, Мингрельский католикосат, и назначил себя его католикосом. Все дальнейшие дипломатические усилия Иосифа и Соломона надавить на Кацию с целью низложения Виссариона и возвращения Мингрельской епархии в состав канонического Абхазского католикосата не увенчались успехом.
С целью добиться своего, сторонники нового католикоса Иосифа распускали слухи о том, что католикос Виссарион сблизился с проповедовавшими в Грузии католическими миссионерами — монахами-капуцинами, и даже тайно перешёл в католичество сам (что вряд ли могло соответствовать действительности).
Последующие четыре года Виссарион прожил в Мингрелии в качестве католикоса и скончался (не исключено, что своей смертью), в 1773 году. Три года спустя за ним последовал оппонент, 37-летний Иосиф (Багратиони). После смерти Виссариона новые католикосы в Мингрелии не назначались.

## Наследие и оценки
В современной Грузии историческая роль Виссариона оценивается неоднозначно, в первую очередь потому, что из признания незаконности поставления Иосифа католикосом возникла бы неизбежно мысль о сомнениях в легитимности всей последующей западно-грузинской иерархии, включая сравнительно недавно канонизированного (в качестве «мученика, пострадавшего от русских») местоблюстителя предстоятельского престола Абхазского католикосата в 1792—1814 годах митрополита Досифея (Кутатели). Кроме того, Виссариону ставится в вину самочинное провозглашение себя Мингрельским католикосом. 
В то же время, деятельность Иосифа и Соломона нередко рассматривалась в рамках классической, ещё советской концепции «преодоления феодальной раздробленности», «централизации» и «собирания земель». 
Однако фактически Виссарион (Эристави) являлся законным Абхазским католикосом, который был смещён своим оппонентом по чисто политическим причинам, да ещё и с опорой на иноверцев-мусульман. Что до последующего провозглашения Виссарионом самого себя католикосом Мингрельским, то оно, безусловно, являлось нарушением церковных правил, но могло быть до некоторой степени объяснено сопутствующими событиями.